# Bover de Fila de São Miguel
El Bover de Fila de São Miguel és una raça de gos bover autòctona de Portugal, concretament de les illes Açores. La raça es desenvolupa a l'illa de São Miguel, almenys des del segle xvi. Gos pastor de bestiar boví (bover) de caràcter difícil, la seva rusticitat el converteix en un bon exemple de gos guardià.